# Петар Валдо
Петар Валдо (1140—1218) био је оснивач хришћанског јеретичког покрета Валденга.

## Биографија
Петар Валдо био је веома имућан трговац у Лиону. Својевољно је у тридесет и шестој години напустио свој световни живот као и сва своја добра и богатства и почео да живи побожно. Стао је да проповеда Библију и брзо је привукао знатан број присталица. Ускоро је његову верску активност уочила црква, пошто је деловао без контроле, мимо канонског права и верификованог знања. 
Већ 1176. године, по неким тврђењима 1173. године, након пораза у крсташком походу на исток, што је имало велике негативне последице на верско стање у народу, почео је да проповеда враћање на јеванђеоске идеале. Са већом групом присталица путује у Рим у посету папи Александру III (1159—1181) који га прима и благосиља, али му и забрањује да јавно проповеда без одобрења свог епископа. Петар се враћа у Лион и наставља да проповеда на свој начин, не марећи за папину забрану. Где год је боравио, радо је приман као и његове поруке, идеје и мисли о вери.
Освојио је многе вернике у Француској, Немачкој, Шпанији, Пољској, Мађарској и Чешкој. Основа учења његових присталица, које су сада већ достигле масовни покрет, била је Библија. На темељу познавања њеног садржаја, тврдили су, сваки лаик може вршити верски обред. Идеали су им били сиромаштво, мир, умереност и једнакост, па су зато Валдове присталице називане „лионским сиромасима“. Држали су да је римокатоличка црква дегенерисана и удаљена од Христова наука. Упорно су заступали мишљење да цивилне власти не могу доносити смртне пресуде. Обреде су, поред мушкараца, могле обављати и жене. 
Чим је римокатоличка црква схватила колики је његов утицај на терену, почели су прогони, а Валдове присталице су морале да се повлаче у дубоку провинцију, у шуме и погодне увале. Повлачили су се у Пијемонт, али и у Алпе, где су се осећали заштићенима као у кулама и одакле су се добро бранили.
Успели су преживети све таласе прогона, па су се чак током Тридентског сабора (1545—1563), након више од четири стотине година прикључили реформаторским покретима, посебно калвинистичком у Француској. Склањали су се и на Сицилију и у јужну Италију. Преживели су све до данас па се сматра да их данас има око 50.000. 
Као мирољубиви, али и жестоки критичари римокатоличке цркве, крајем 12. и почетком 13. века и они су били предмет забринутости папа Александра III, Иноћентија III и Хонорија III. Интересантно је да ова јеретичка секта није била за комуналне заједнице или колективни жиот. Такође су били енергично против примене латинског језика у служби Божјој, као и против култа светаца. Сматрали су да је сваки оружани поход на исток, па и крсташки поход, грех, а заговорници таквих похода посебни грешници. 
Свештеници ове секте поштовали су целибат, посебно скромност и сиромаштво у приватном животу. Због доследности огромне већине њиховог клера, убрзо су стекли велики број присталица у Европи.
Године 1204. папа Иноћентије III одлучује да Петра Валда екскомуницира. Како би у народу разумели и прихватили његову одлуку о екскомуникацији Валда, папа Иноћентије је 1208. године основао свој ред под називом Poveri Cattolici (сиромашни католици) који би свакако био под контролом римокатоличке цркве. 
Познато је да је већ 1199. или 1200. године почело затварање и привођење неколико стотина валдоваца. Зна се и да су неки 1212. године спаљени на ломачама у Стразбуру. Познати Четврти латерански сабор (1215—1216) дефинитивно их је ставио на индекс за ликвидацију, са осталим јеретицима. Нису избегли трагедију, иако су се, где год је то било могуће, повлачили не прихватајући чак ни самоодбрану. У само једној трагичној инквизиторској експедицији, забележеној скоро двеста година после папе Инокентија, која се одиграла 1393. године у месту Делфинати у Савоји, страдале су на десетине. Многи су ипак преживели. 